# Tomelilla (plaats)
Tomelilla is de hoofdplaats van de gelijknamige gemeente Tomelilla in het [Zweedse landschap Skåne en de provincie Skåne län. De plaats heeft een inwoneraantal van 6204 (2005) en een oppervlakte van 551 hectare. Tomelilla wordt op wat kleine stukjes bos na vrijwel geheel omringd door landbouwgrond.
Bij Tomelilla ligt het pretpark tosselilla sommarland, ook grenst de plaats in het zuidoosten aan de golfbaan Tomelilla GK. In de plaats staat de kerk Tomelilla kyrka, deze kerk stamt uit 1926 en werd gebouwd nadat Tomelilla een eigen parochie was geworden, hiervoor maakte Tomelilla deel uit van de parochie Tryde församling.

## Verkeer en vervoer
Langs de plaats lopen de Riksväg 11 en Riksväg 19.
De plaats heeft een station aan de lijnen Malmö - Tomelilla, Ystad - Eslöv en Tomelilla - Brösarp, waarbij de lijngedeelten in noordelijke richting zijn opgebroken.

## Geboren
- Anders Andersson (1974), voetballer
- Jimmy Eriksson (1991), autocoureur
- Karin Glenmark (1952), Zweedse zangeres

Tomelilla · Brösarp · Onslunda · Smedstorp · Lunnarp · Spjutstorp · Eljaröd · Ramsåsa · Benestad · Andrarum